# 양지혜
양지혜(1997년)는 대한민국의 인권운동가이다. 청소년 페미니스트 네트워크 '위티'의 공동 대표로 활동했다. 2019년 12월 미국 CNN이 선정한 '올해 변화를 이끈 아시아 청년활동가 5인'에 선정되었다. 대한민국 학교 내 성폭력 고발 운동인 '스쿨미투'를 주도하고 이를 통해 젠더 문화의 변화에 긍정적인 영향을 끼친 점이 높은 평가를 받았다.
2018년 용화여자고등학교 '미투 운동'을 이끌며 청소년 성희롱 피해 문제를 공론화했으며, 같은해 3월 교육부는 성희롱·성폭력 신고센터를 신설해 피해 학생들이 자진 신고를 할 수 있도록 했다. 또 유엔아동권리위원회에 스쿨 미투 보고서를 제출했고 2019년 2월에 열린 이 위원회에 참석해 대한민국의 교내 성폭력 실태를 알려 국내외 언론의 주목을 받았다.